# Bantustans i Namibia
Bantustan-systemet blev under apartheid-perioden ikke alene indført i Sydafrika, men fra 1968 også i Sydvestafrika (det nuværende Namibia) 
Systemet afvikledes i maj 1989 i forbindelse med overgangen til namibisk selvstændighed.

## Namibiske bantustans
- Bushmanland
- Damaraland
- East Caprivi (kaldet Lozi fra 1976)
- Hereroland
- Kaokoland
- Kavangoland
- Namaland
- Ovamboland
- Basterland (også Rehoboth efter hovedbyen)
- Tswanaland

Kun East Caprivi/Lozi, Kavangoland og Ovamboland fik "selvstyre".